# Лорен 37Л (оклопни транспортер)
Лорен 37Л је био француски оклопни транспортер из Другог светског рата.

## Историја
Овај оклопни транспортер на гусеницама био је већи од Рено УЕ. Прва верзија звала се ТРЦ (Трактор за снабдевање тенкова): носила је муницију и вукла приколицу са 565 l бензина. 12 таквих возила додељено је сваком батаљону лаких, а 18 батаљону средњих тенкова. Друга верзија био је оклопни транспортер пешадије (ВБЦП) који је носио возача и командира напред, 4 пешадинца на задњој платформи, и још 6 у приколици на гусеницама, што је био лош распоред. Ниједна верзија није била наоружана, иако је друга верзија позади имала постоље за лаки ПВО митраљез, који је носила пешадија. Постојала је и командна верзија (са радиом), као и експериментални прототип наоружан ПТ топом калибра 47 mm.